# Distrito de Pardubice
El distrito de Pardubice es uno de los cuatro distritos que forman la región de Pardubice, República Checa, con una población estimada a principio del año 2018 de 172 022 habitantes. Se encuentra ubicado en el centro-norte del país, al este de Praga, cerca de la frontera con Polonia. Su capital es la ciudad de Pardubice.

## Localidades (población año 2018)
- Barchov 206
- Bezděkov 310
- Borek 264
- Břehy 1026
- Brloh 229
- Bukovina nad Labem 222
- Bukovina u Přelouče 79
- Bukovka 387
- Býšť 1534
- Časy 233
- Čeperka 1104
- Čepí 446
- Černá u Bohdanče 476
- Choltice 1121
- Choteč 336
- Chrtníky 98
- Chvaletice 3006
- Chvojenec 747
- Chýšť 204
- Dašice 2302
- Dolany 391
- Dolní Ředice 942
- Dolní Roveň 2031
- Dříteč 458
- Dubany 269
- Hlavečník 286
- Holice 6545
- Holotín 52
- Horní Jelení 2052
- Horní Ředice 1027
- Hrobice 216
- Jankovice 320
- Jaroslav 244
- Jedousov 173
- Jeníkovice 243
- Jezbořice 380
- Kasalice 183
- Kladruby nad Labem 650
- Kojice 423
- Kostěnice 544
- Křičeň 252
- Kunětice 323
- Labské Chrčice 205
- Lány u Dašic 132
- Lázně Bohdaneč 3539
- Libišany 566
- Lipoltice 424
- Litošice 141
- Malé Výkleky 125
- Mikulovice 1261
- Mokošín 175
- Morašice 79
- Moravany 1869
- Němčice 623
- Neratov 164
- Opatovice nad Labem 2556
- Ostřešany 1067
- Ostřetín 939
- Pardubice 90 335
- Plch 93
- Poběžovice u Holic 267
- Poběžovice u Přelouče 102
- Podůlšany 165
- Pravy 100
- Přelouč 9,394
- Přelovice 210
- Přepychy 84
- Ráby 545
- Řečany nad Labem 1364
- Rohovládova Bělá 600
- Rohoznice 264
- Rokytno 888
- Rybitví 1355
- Selmice 203
- Semín 570
- Sezemice 3864
- Slepotice 433
- Sopřeč 276
- Sovolusky 127
- Spojil 502
- Srch 1630
- Srnojedy 702
- Staré Hradiště 1861
- Staré Jesenčany 419
- Staré Ždánice 676
- Starý Mateřov 617
- Stéblová 241
- Stojice 218
- Strašov 335
- Svinčany 471
- Svojšice 263
- Tetov 164
- Třebosice 236
- Trnávka 231
- Trusnov 216
- Turkovice 284
- Uhersko 257
- Úhřetická Lhota 280
- Újezd u Přelouče 195
- Újezd u Sezemic 197
- Urbanice 66
- Valy 488
- Vápno 127
- Veliny 480
- Veselí 364
- Vlčí Habřina 311
- Voleč 363
- Vyšehněvice 253
- Vysoké Chvojno 412
- Žáravice 127
- Zdechovice 607
- Živanice 991